# 甕安県
甕安県（おうあんけん）は中華人民共和国貴州省黔南プイ族ミャオ族自治州の管轄下にある県。
紅軍の長征において甕安県内では烏江、擦耳岩、垜丁関などで戦闘が発生したため、現在は多くの戦争遺跡が残っている。2009年に同県内の猴場会議開催地、毛沢東旧居などと共に紅色旅遊観光地区の「甕安江界河風景名勝区」として中華人民共和国国家級風景名勝区に認定された。
2008年に女子中学生強姦殺人事件が発生し、逮捕された容疑者2名のうち1名が警察幹部の息子であった事から警察が隠蔽を図り、容疑者2名は翌日に釈放され、被害者の死因は自殺と発表した。その情報がネット上で広まった事で2008年6月28日に大暴動が発生した。

## 行政区画
- 街道：雍陽街道、甕水街道
- 鎮：平定営鎮、中坪鎮、建中鎮、永和鎮、珠蔵鎮、玉山鎮、天文鎮、銀盞鎮、猴場鎮、江界河鎮
- 郷：嵐関郷

## 交通

### 道路
- 高速道路
  - 銀百高速道路
  - S30 江黔高速道路
  - S35 甕馬高速道路